# جبل خزاز
جبل خزاز يقع جنوب منطقة القصيم قريبًا من دخنة وسط الجزيرة العربية. وعلى اسم هذا الجبل، سميت "وقعة خزاز" أو "خزازى" أو"يوم خزاز"، وهي وقعة قديمة قبل الإسلام.
وهو جبل أحمر كبير متفرق يقع ملاصق لمدينة دخنة من الغرب، ويبلغ ارتفاعه 1,059 متر (3,474 قدم) فوق مستوى سطح البحر.
الموقع
خزاز هضبة جرانيتيه فاتحة اللون تقع بالقرب من بلدة دخنة، التي أنشئت على وادي دخنة (منعج قديماً).